# Los Amantes de Sumpa
Los Amantes de Sumpa es el nombre con el que se conoce al hallazgo arqueológico de dos esqueletos humanos, uno masculino y otro femenino que pertenecieron de la cultura Las Vegas, de aproximadamente 5000 a 7000 años de antigüedad. Fueron encontrados en el área de Sumpa, Santa Elena, Ecuador. Son principalmente conocidos debido a las varias interpretaciones artísticas que se han hecho de ellos.   

## Hallazgo y descripción
Los esqueletos fueron encontrados en el llamado Sitio OGSE-80, junto al río Las Vegas, el cual le dio nombre a la Cultura Las Vegas. En este sitio se encontraron 192 entierros humanos, entre ellos Los Amantes de Sumpa.
Ambos tenían entre 20 a 25 años de edad al momento de su muerte.
El esqueleto masculino, el de la izquierda, mantiene su mano derecha sobre la cintura del esqueleto femenino y su fémur descansa sobre la pelvis del esqueleto femenino. Ella, en cambio, cubre su cabeza con sus brazos. Es esta posición aparentemente amorosa es la razón por la que son llamados "amantes".
Sobre ambos esqueletos se colocaron 6 piedras de gran tamaño que fracturaron los huesos, aunque las piedras se colocaron solamente cuando ambas personas ya habían muerto. Existen otros enterramientos de la Cultura Las Vegas que también muestran estas piedras. Es posible que estas piedras tuvieran un significado mágico-religioso, y tal vez fueron colocadas con el objetivo de proteger a los muertos de los malos espíritus, o tal vez para proteger a los vivos de los espíritus de los muertos. En la cultura Valdivia, descendiente de la cultura Las Vegas, se han encontrado enterramientos cubiertos con pequeñas piedras, los cuales podrían haber surgido como una continuación de los entierros con piedras grandes de Las Vegas.

## Representaciones en el arte
Esta pareja de esqueletos ha inspirado varias representaciones artísticas.
El poeta Iván Carvajal Aguirre escribió un poema llamado Los amantes de Sumpa en 1983, este habla sobre la permanencia del amor a través del tiempo. Jorge Enrique Adoum escribió un extenso poema llamado El amor desenterrado. También inspiró a la escultora Yela Loffredo en la creación de unas esculturas. Así mismo la cantante Juanita Córdova compuso una balada folclórica sobre los Amantes de Sumpa.
El Banco Central del Ecuador acuñó una moneda conmemorativa en 2015 como parte de la serie "Raíces culturales" en la cual se muestra el abrazo de ambos esqueletos.

## Museo Amantes de Sumpa
En el lugar donde se encuentran los restos arqueológicos se creó el Museo Amantes de Sumpa en Santa Elena, donde también se encuentran dos entierros más. También se encuentra la historia de 10000 años de la cultura Las Vegas, con muestras de viviendas antiguas, casas campesinas, ambientadas según las costumbres de los años treinta. El museo está ubicado en la carretera entre Santa Elena y La Libertad y abren sus puertas de martes a domingos.